# Yushanior
Yushanior (Yushania) är ett släkte av gräs. Yushanior ingår i familjen gräs.

## Bildgalleri

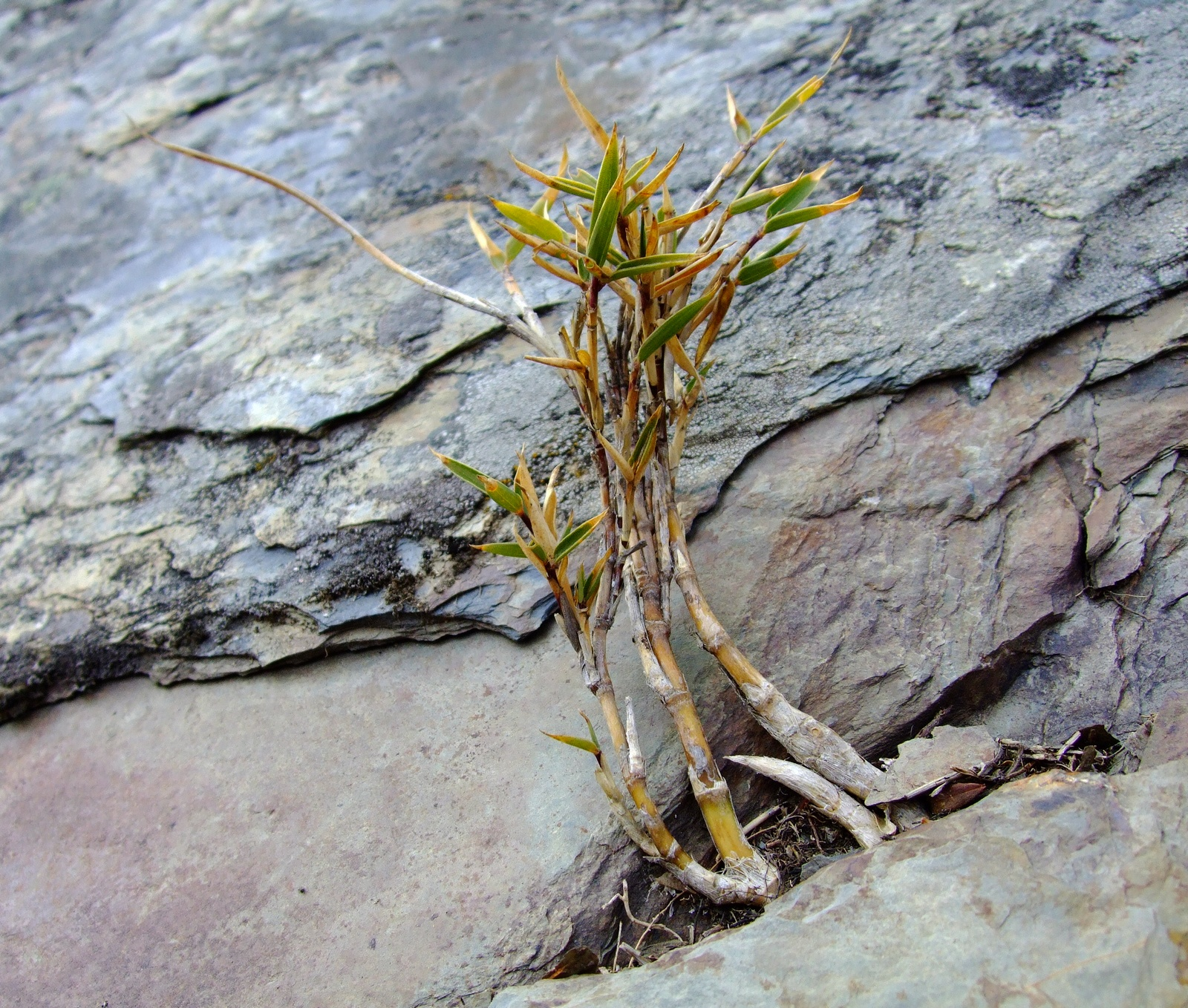

## Dottertaxa till Yushanior, i alfabetisk ordning[1]
- Yushania ailuropodina
- Yushania alpina
- Yushania anceps
- Yushania andropogonoides
- Yushania auctiaurita
- Yushania baishanzuensis
- Yushania basihirsuta
- Yushania bojieiana
- Yushania brevipaniculata
- Yushania brevis
- Yushania burmanica
- Yushania canoviridis
- Yushania cartilaginea
- Yushania cava
- Yushania chingii
- Yushania collina
- Yushania complanata
- Yushania confusa
- Yushania crassicollis
- Yushania crispata
- Yushania dafengdingensis
- Yushania elegans
- Yushania elevata
- Yushania exilis
- Yushania falcatiaurita
- Yushania farcticaulis
- Yushania farinosa
- Yushania flexa
- Yushania glandulosa
- Yushania glauca
- Yushania grammata
- Yushania hirsuta
- Yushania hirticaulis
- Yushania humbertii
- Yushania lacera
- Yushania laetevirens
- Yushania levigata
- Yushania lineolata
- Yushania longiaurita
- Yushania longissima
- Yushania longiuscula
- Yushania mabianensis
- Yushania maculata
- Yushania madagascariensis
- Yushania maling
- Yushania menghaiensis
- Yushania microphylla
- Yushania mitis
- Yushania multiramea
- Yushania niitakayamensis
- Yushania oblonga
- Yushania pachyclada
- Yushania pantlingii
- Yushania pauciramificans
- Yushania perrieri
- Yushania polytricha
- Yushania punctulata
- Yushania qiaojiaensis
- Yushania rigidula
- Yushania rolloana
- Yushania rugosa
- Yushania straminea
- Yushania suijiangensis
- Yushania tessellata
- Yushania uniramosa
- Yushania wardii
- Yushania varians
- Yushania weixiensis
- Yushania vigens
- Yushania violascens
- Yushania wuyishanensis
- Yushania xizangensis
- Yushania yadongensis